# NGC 4896
NGC 4896 este o infrared source⁠(d) situată în constelația Părul Berenicei. A fost descoperită în 12 mai 1885 de către Guillaume Bigourdan⁠(d). Se află la o distanță de 87,2 de megaparseci de Pământ.